# Her Ladyship
Her Ladyship è un cortometraggio muto del 1914 diretto da Oscar Eagle. Prodotto dalla Selig Polyscope Company, il film aveva come interpreti Gertrude Coghlan, Walter Roberts, Clifford Bruce, Harold Vosburgh, Adrienne Kroell e Baby Ruth Hazlette.

## Trama
Il matrimonio tra i ricco Richard Dixon e la nobile lady Cecile viene messo in crisi dalle chiacchiere messe in giro ad arte da Jeannette Marsh, la cognata invidiosa che vuole distruggere la loro unione. Richard, un uomo che si è fatto da sé, è portato a credere che la moglie lo abbia sposato solo per il suo denaro, mentre Cecile si convince che il marito, egoisticamente, abbia voluto quelle nozze solo per potersi elevare socialmente. Lady Cecile, per ripicca, si abbandona a dei comportamenti poco appropriati, insinuando così nel marito il sospetto di avere riallacciato una relazione con un suo vecchio fidanzato, lord Sibley. L'idea gli è stata instillata da Jeannette, che gli fa credere che Cecile sia anche dedita alla droga. Non solo, ma che sia anche sul punto di fuggire con l'amante. I piani di Jeannette però vanno in fumo quando tenta di drogare Cecile con una forte dose di idrato di cloralio: la piccola Elsie, la figlia di Richard, racconta al padre di aver visto la zia penetrare di soppiatto nella stanza della madre, storia confermata anche da Walter, il nipote, che ha visto Jeannette in camera di Cecile con delle fiale di droga nelle prime ore del mattino. Richard capisce finalmente le manovre della donna: i due coniugi hanno un chiarimento che li porta a riconciliarsi, mentre la perfida Jeannette sparisce dalla scena.

## Produzione
Il film fu prodotto dalla Selig Polyscope Company.

## Distribuzione
Distribuito dalla General Film Company, il film - un cortometraggio in una bobina - uscì nelle sale cinematografiche statunitensi il 18 aprile 1914.